# Johnny Grant
Johnny Grant, também conhecido por Mr. Hollywood, (Goldsboro,9 de maio de 1923 - Hollywood, 9 de janeiro de 2008) foi um importante comunicador do rádio e produtor de televisão americano que também serviu como o prefeito honorário de Hollywood, que teve entre suas funções a inauguração de novas estrelas na Calçada da Fama.
Grant nasceu em Goldsboro, Carolina do Norte, iniciou sua carreira como um jovem repórter de rádio WGBR em 1939. Passou a frequentar Hollywood um ano antes, em 1938, conhecendo muitas personalidades e passando a se relacionar diretamente com muitas delas. A Câmara de Comércio de Hollywood o nomeou prefeito honorário de Hollywood em 1980, cargo que ocupou para o resto de sua vida. Em 1946 passou a ser um dos primeiros animadores da televisão americana.
Grant morreu em 9 de janeiro de 2008, aparentemente de causas naturais. Grant foi encontrado morto em uma cama no Hollywood Roosevelt Hotel.